# Trabalho escravo na União Soviética

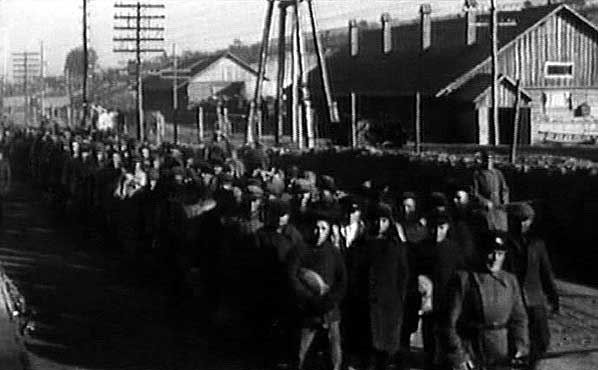
Prisioneiros Gulag construindo o canal Moscou-Volga

O trabalho escravo foi amplamente utilizado na União Soviética como um meio de controlar cidadãos e estrangeiros soviéticos. Trabalho forçado também forneceu mão de obra para projetos do governo e para a reconstrução após a guerra. Tudo começou antes que os sistemas Gulag e Kolkhoz fossem estabelecidos, embora, por meio dessas instituições, seu escopo e severidade aumentassem. As condições que acompanharam o trabalho forçado eram muitas vezes severas e poderiam ser mortais.
As seguintes categorias estreitamente relacionadas de trabalho forçado na União Soviética podem ser distinguidas.

## Trabalho escravo Pré-Gulag da Antiga Rússia e União Soviética
Em 4 de abril de 1912, uma greve formada pelos trabalhadores da Lena Gold Field Company se tornou violenta quando um destacamento do exército disparou contra a multidão. Nos relatórios que se seguiram, uma versão confusa dos eventos, essencialmente assumindo que o exército e os oficiais eram justificados em suas ações, deixou muitos com perguntas sobre as circunstâncias em que a violência ocorreu. As condições de trabalho dos anos que antecederam o evento e os anos seguintes poderiam estar longe de ser desejáveis, mas, nesses anos, os trabalhadores mantiveram o direito legal de greve, o que exigia preocupação com o uso de violência contra os atingidos pela Lena Gold Field Company. Nos anos que se seguiram, sob o regime comunista, o governo começou a tomar direitos e a impor novas políticas de trabalho forçado que davam menos opções aos trabalhadores, não apenas na escolha de trabalhar, mas onde eles também trabalhavam. Em julho de 1918, a Constituição Russa implementou o Serviço Obrigatório de Trabalho, que deveria começar imediatamente. Então, em 1919, o Código do Trabalho da Rússia estabeleceu isenções como idosos e mulheres grávidas e os requisitos de trabalho obrigatório para incluir que os trabalhadores tivessem a opção de trabalhar em suas atividades, se a opção estivesse disponível. Se a opção não estivesse disponível, os trabalhadores seriam solicitados a aceitar o trabalho que estava disponível. Os salários foram fixados em 1917 pelo Conselho Supremo de Economia Popular e o dia de trabalho era fixado em oito horas, mas um trabalhador e o empregador podiam acordar horas extras a serem trabalhadas e foram estabelecidas condições para o trabalho voluntário, trabalho realizado. aos sábados e domingos. Mulheres e crianças foram a exceção e condições específicas foram estabelecidas para eles. No final de 1919 e no início de 1920, houve a introdução da militarização do trabalho, apoiada por Trotsky e Lenin. Nos anos seguintes ao regime de Stalin, os trabalhadores teriam cada vez menos liberdades no trabalho e na introdução do GULAG.

## O Sistema Gulag Soviético

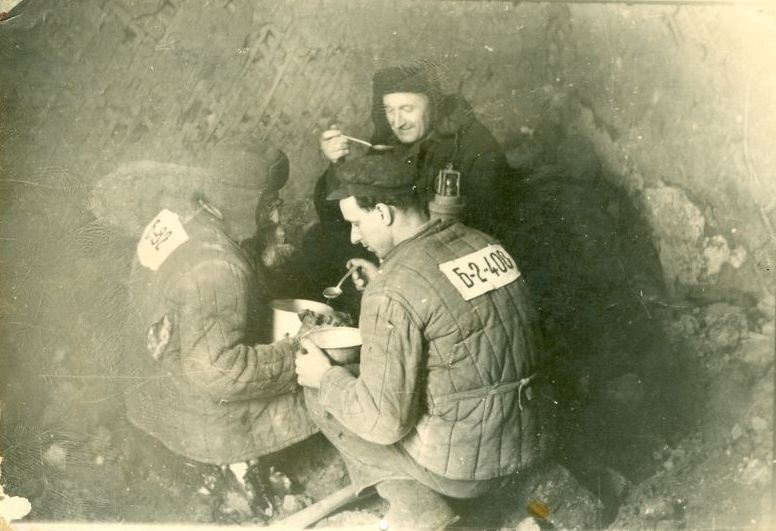
Presos políticos no Gulag

Gulags ou Glavnoye Upravleniye Lagerej (Sede do Acampamento) são descritos como campos de trabalho que eram um sistema policial de colônias e assentamentos especiais. O engodo comunista em torno do Gulag era que esses campos de trabalhos escravos reforçariam o cidadão soviético, que poderia então se tornar uma fundação da Sociedade Soviética. A verdadeira função do gulag soviético era a exploração de seres humanos, que ocorria ao trabalhar as pessoas até a morte ou perto da morte antes de serem descartados. Aproximadamente 20% dos prisioneiros seriam libertados todos os anos dos Gulags, mas estes não eram criminosos reabilitados, eram geralmente prisioneiros que eram fracos demais para realizar suas tarefas por mais tempo ou estavam sofrendo de doenças incuráveis. Os tipos de prisioneiros variavam de pequenos criminosos a presos políticos. Um estudo de 1993 dos arquivos soviéticos revelou que entre 14 e 18 milhões de pessoas foram presas nos campos de trabalho de Gulag entre 1929 e 1953. Outros 10 a 11 milhões de pessoas foram deportados ou já estavam no sistema penal na época. Não há registros de arquivos oficiais ou precisos antes de 1929. O sistema penal Gulag foi isolado a ponto de haver pouca ou nenhuma comunicação permitida entre os diferentes campos, e nenhuma menção aos campos foi discutida na sociedade soviética em geral. Esta instituição era uma sociedade separada, com sua própria cultura e suas próprias regras. No começo, havia brutalidade e morte desenfreadas, mas depois começaram a normalizar e operar como qualquer outra cidade ou cidade social normal. Na maioria dos casos, o comandante do campo agia mais como o prefeito da cidade e até defendia melhores condições e aumento de suprimentos para as pessoas sob seu controle. Segundo o governo dos EUA, as condições eram mortais: 
 Em 1953, 1954, eram péssimas condições nos campos de concentração. É difícil explicar o quão ruim era... [A Comida] era ruim porque, quando cheguei ao campo de concentração, vi prisioneiros com apenas ossos e pele. Todos os dias em nosso campo de concentração, não me lembro de um dia em que menos de 20, 25 pessoas - menos de 35 - morreram de fome. 
Categorias diferentes com os Gulags: O sistema Gulag consistia em mais de 30.000 campos que foram divididos em três categorias diferentes, dependendo do número de prisioneiros mantidos naquele campo. Um grande campo normalmente abrigava mais de 25.000 prisioneiros cada, um campo médio de 5.000 a 25.000 e os menores acampavam menos de 5.000 prisioneiros cada. Esses pequenos campos eram os mais numerosos dos campos de trabalho escravo. Dentro do sistema penal, havia diferentes tipos de campos: prisões, prisões especiais, campos especiais, colônias corretivas de trabalho e campos para fins especiais, como institutos científicos de prisão (sharashka), campos de filtragem e campos de prisioneiros de guerra (POW).
Mortes no sistema Gulag : agora que os arquivos soviéticos estão disponíveis para estudo, foi determinado que haviam entre 15 e 18 milhões de pessoas mantidas prisioneiras sob o regime de Stalin. Não há registros confiáveis antes deste período. Estima-se que houve 1,8 milhão de mortos nos Gulags, aproximadamente 800.000 mortos pela Polícia Secreta Soviética e outro 1 milhão morrendo durante o processo de exílio após serem libertados do Gulag.
A razão oficial do Partido Comunista para os Gulags foi a reabilitação, mas esse não foi o objetivo real. Os prisioneiros de Gualgs eram mão-de-obra escrava, o que ajudou a cumprir os objetivos do Plano Quinquenal, além de fornecer mão-de-obra para os projetos estatais, como o canal Moscou-Volga. Não há dúvida de que os campos foram feitos para abrigar criminosos e desajustados que eram um perigo para a sociedade, mas o que muitas pessoas eram culpadas é dizer ou fazer a coisa errada e depois se tornar prisioneiro político por anos. Josef Stalin via esse tipo de pessoas como inimigas do Partido Comunista e queria que elas fossem tratados como inimigos: escravizando-as e levando-as a morte.
A instituição denominada Gulag foi encerrada pelo despacho MVD nº 020, de 25 de janeiro de 1960. Campos de trabalho forçado para presos políticos e criminosos continuaram a existir. Os presos políticos continuaram sendo mantidos em um dos campos mais famosos de Perm-36 até 1987, quando foi fechado.

## O sistema Kolkhoz
Com a ascensão da União Soviética, o antigo sistema agrícola russo foi transformado em algo mais alinhado com a doutrina soviética da coletivização. Um resultado final foi o que era conhecido como Kolkhoz, uma contração do russo por "fazenda coletiva". Stalin começou a pressionar pela coletivização das fazendas, alegando que economias de escala ajudariam a aliviar a escassez de grãos e buscando estender o controle soviético sobre os camponeses de mente independente (kulaks). No final da década de 1920, Moscou fez um esforço para exigir a coletivização e, em 1930, o Comitê Central pediu a coletivização da "grande maioria" das fazendas camponesas. Em 1932, 61% das famílias camponesas pertenciam a Kolkhozes, embora a transição estivesse longe de ser suave - os camponeses resistiram ativamente de várias maneiras, incluindo o abate de gado. Embora isso aumentasse o grão disponível, como os animais não precisavam ser alimentados, reduziu drasticamente a quantidade de carne, laticínios e couro do campo. Como era mais fácil para as autoridades apreenderem grãos das fazendas coletivizadas, essas fazendas acabaram contribuindo com uma quantidade desproporcional de grãos no mercado no início dos anos 30.

Em um dos maiores atos de genocídio da história da humanidade, pelo menos 6 milhões de kulaks morreram de fome pela política deliberada do estado comunista. 
 Joseph Stalin anunciou a "liquidação dos kulaks como classe" em 27 de dezembro de 1929. Stalin havia dito: "Agora temos a oportunidade de realizar uma ofensiva resoluta contra os kulaks, quebrar sua resistência, eliminá-los como classe e substituir sua produção pela produção de kolkhozes e sovkhozes". O Politburo do Comitê Central do Partido Comunista formalizou a decisão em uma resolução intitulada "Medidas sobre a eliminação de famílias kulak em distritos de coletivização abrangente" em 30 de janeiro de 1930. Todos os kulaks foram atribuídos a uma das três categorias:
1. Aqueles a serem baleados ou presos, conforme decidido pela polícia política secreta local.
2. Os que serão enviados para a Sibéria, o Norte, os Urais ou o Cazaquistão, após o confisco de suas propriedades.
3. Aqueles a serem despejados de suas casas e usados em colônias de trabalho dentro de seus próprios distritos.

 Os Kolkhozes eram tipicamente divididos em "brigadas" de 15 a 30 famílias. Com o tempo, elas se tornaram mais permanentes e, na década de 1950, foram reorganizadas em "brigadas complexas". As brigadas eram muitas vezes divididas em "elos" de algumas pessoas.
Ao contrário de Sovkhozes, ou fazendas estatais, que empregavam trabalhadores assalariados, os trabalhadores de Kolkhoz deveriam ser pagos por dia de trabalho, embora a taxa real de pagamento variasse bastante na prática - o dinheiro era ocasionalmente usado, mas o pagamento era mais frequente. dado em grão, e isso apenas escassamente. Muitos camponeses confiavam em seus próprios lotes e gado, embora estes às vezes fossem levados pelas autoridades soviéticas.
Com o fim da União Soviética em 1991, os ex-Estados membros começaram a permitir a privatização em vários graus, com alguns países os dispersando por completo, e alguns reorganizando-os como diferentes tipos de fazendas corporativas.

## Campos de trabalho forçado soviéticos durante a Segunda Guerra Mundial
O trabalho escravo foi fundamental para a União Soviética e, durante o tempo de industrialização, foi considerado uma ferramenta necessária pelos bolcheviques, a fim de livrar o país de inimigos internos, ao mesmo tempo em que usava esse trabalho para ajudar a alcançar uma união socialista mais forte, e essa ideia não foi diferente durante a guerra. O trabalho escravo era uma maneira de a União Soviética aprisionar alguém por qualquer motivo, incluindo, entre outros, alemães, poloneses, asiáticos, soviéticos muçulmanos e soviéticos judeus ou qualquer um que parecesse judeu. Os gulags soviéticos inspiraram os campos de concentração nazistas. Durante a Segunda Guerra Mundial, alguns desses campos de trabalho foram transformados em campos onde os prisioneiros de guerra eram mantidos e forçados a trabalhar em condições horríveis, resultando em uma alta taxa de mortalidade. Ao mesmo tempo, houve a criação de outra forma mais dura de trabalho forçado, a Katorga. Apenas um pequeno número de pessoas em Gulags foi enviado para o katorga, e o katorga foi usado para aqueles que teriam sido condenados à morte. "Depois de assinar o Tratado de Não Agressão Alemão-Soviético (Pacto Ribbentrop-Molotov) em 1939 e o Acordo Sikorski-Mayski em 1941: 
 a União Soviética participou da invasão da Polônia e seu subsequente desmembramento. As autoridades soviéticas declararam a Polônia inexistente e todos os ex-cidadãos poloneses das áreas anexadas pela URSS foram tratados como se fossem cidadãos soviéticos. Isso resultou na prisão de aproximadamente 2 milhões de cidadãos poloneses (incluindo um quarto de milhão de prisioneiros de guerra e 1,5 milhão de deportados pelo NKVD e outras autoridades soviéticas. 

## Trabalho forçado estrangeiro
Em julho de 1937, quando parecia que a guerra era iminente, Stalin ordenou a remoção de alemães do solo soviético, alegando que eles estavam trabalhando para o inimigo. Uma ordem da NKVD também afirmou que os trabalhadores alemães eram agentes da Gestapo, enviados para sabotar os esforços soviéticos. Das 68.000 prisões e 42.000 mortes resultantes, apenas um terço era na verdade alemão; o restante era de outras nacionalidades. Apenas um mês depois, a liquidação dos poloneses também foi aprovada pelo Politburo. Em 1938, 11.000 pessoas foram presas na Mongólia, a maioria delas lamas. Muitas outras nacionalidades foram envolvidas em operações semelhantes, incluindo, mas não exclusivamente,: letões, estonianos, romenos, gregos, afegãos e iranianos. Os que foram presos foram baleados ou colocados no sistema de trabalho forçado. Os americanos que viviam ou estavam na União Soviética em busca de trabalho durante a Grande Depressão se viram implorando à embaixada americana por passaportes, para que pudessem retornar ao seu país de origem. A embaixada se recusou a emitir novos passaportes e os emigrantes foram presos e enviados para a prisão, campos de Gulag ou executados.
O sistema de campos da UPV, separado do Gulag, foi criado em 1939 para utilizar prisioneiros de guerra e civis estrangeiros para o trabalho  Eventualmente, incluiu várias centenas de campos e milhares de campos auxiliares que mantiveram milhões de prisioneiros estrangeiros durante seus anos de operação. Os campos não eram uniformes na maneira como tratavam e forneciam prisioneiros, mas, em geral, as condições eram severas e poderiam ser mortais. Os dias de trabalho costumavam durar de 10 a 14 horas e os acampamentos eram frequentemente marcados por condições inseguras de trabalho, alimentos e roupas insuficientes e acesso limitado a cuidados médicos.
A União Soviética não assinou os Acordos de Genebra para não ser  obrigada a seguir suas estipulações sobre prisioneiros de guerra. A União Soviética reteve prisioneiros de guerra depois que outros países libertaram seus prisioneiros, apenas começando a fazê-lo após a morte de Stalin em 1953. O restante dos prisioneiros foi libertado em 1956 para construir relações diplomáticas com a Alemanha Ocidental.